# NGC 6322
NGC 6322 est un très jeune amas ouvert découvert par l'astronome britannique John Herschel en 1834.
Selon la classification des amas ouverts de Robert Trumpler, cet amas renferme  moins de 50 étoiles (lettre p) dont la concentration est forte (I) et dont les magnitudes se répartissent sur un intervalle moyen (le chiffre 2). Toutefois, selon le catalogue Lynga, la répartition des magnitudes des étoiles de NGC 6322 est grande (3) et l'amas contient entre 50 et 100 étoiles. Cependant, Lynga indique que l'amas renferme 30 membres. Cette contradiction entre la classification et le nombre de membres n'est pas rare dans le catalogue Lynga.

## Observation
Avec une magnitude visuelle de 6,0, on peut observer aisément avec de petites jumelles.

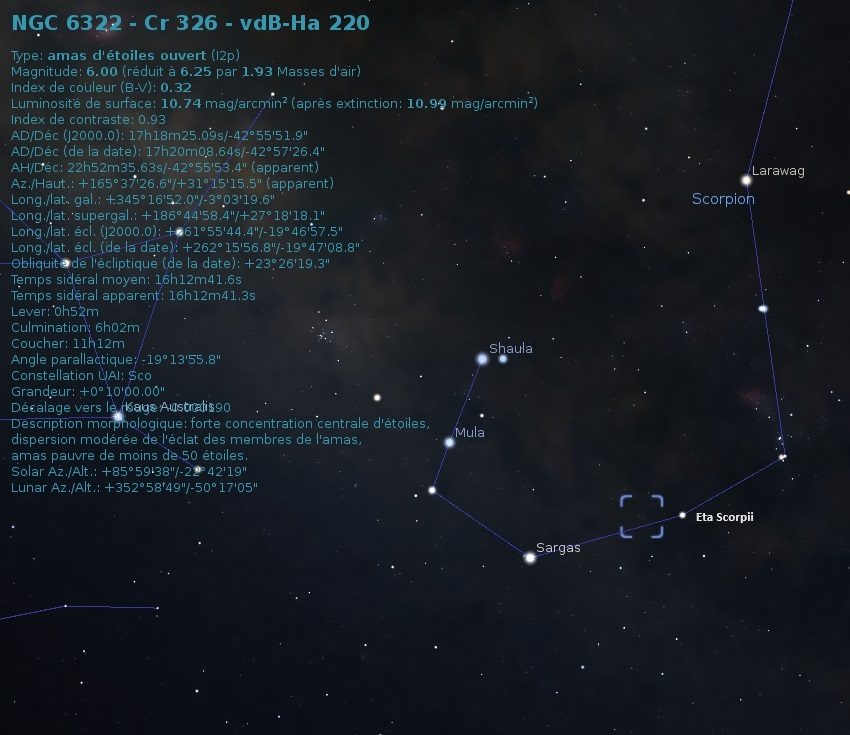
Localisation de NGC 6322 dans la constellation de Scorpion.

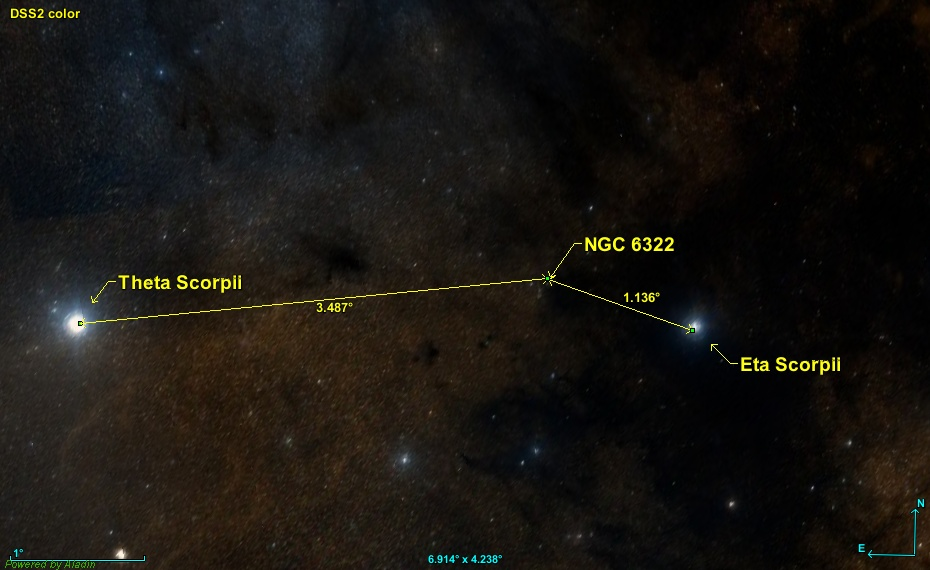
Position de NGC 6322 par rapport à deux étoiles.

NGC 6322 est situé à environ 1,1 degrés au nord-est de l'étoile Eta Scorpii et à 3,5 degrés au nord-est de Theta Scorpii.

## Caractéristiques

### Distance, taille et vitesse
La parallaxe moyenne des étoiles de l'amas a été obtenue des mesures effectuées par le satellite Gaia. Sa valeur est de 0,728 ± 0,093 mas,,. Cette parallaxe correspond à une valeur de 1374 +201
−156 pc.
La taille apparente de l'amas est de 5′ ou de 6,3, ce qui, compte tenu de la distance comprise entre 1 218 pc et 1 575 pc, et grâce à un calcul simple, équivaut à une taille réelle de comprise entre 5,8 et 9,4 al.
La base de données Simbad indique cinq valeurs de la vitesse l'amas: −44,41 ± 15,47 km/s, −40,338 ± 1,076 km/s, −57,00 ± 35,9 km/s, −40,338 ± 1,076 km/s et −57 ± 35,9 km/s. La moyenne et l'écart-type de ces valeurs sont de 47,2 ± 7,1 km/s alors que la moyenne de leur incertitude est de 17,5 km/s

### Métallicité
Simbad rapporte une seule valeur de la métallicité soit 0,008. Selon cette valeur, le pourcentage d'éléments lourds (plus lourd que l'hydrogène et l'hélium) de cet amas est de 134% (10+0,128) de celui du Soleil.
Simbad rapporte deux valeurs de la métallicité provenant soit 0,008. Selon ces valeurs, le pourcentage d'éléments lourds (plus lourd que l'hydrogène et l'hélium) de cet amas est  de 102% (10-0,008) de celui du Soleil.

### Âge
Webda et Lynga indiquent un âge de 11 milliards d'années (log10=7,058 = 107,058).

## Étoiles
Simbad montre aussi un bouton nommé Children. En cliquant sur ce bouton, on atteint une section de cette base de données qui renferme un tableau contenant 79 entrées pour NGC 6322. Cependant, des étoiles (les Children) peuvent apparaître plusieurs fois dans la deuxième colonne du tableau, d'où le nombre de liens bibliographiques qui est supérieure au nombre d'étoiles. La quatrième colonne de ce tableau indique la probabilité que l'étoile appartienne à l'amas. En cliquant sur le titre de cette colonne, on peut classer la probabilité par ordre croissant ou décroissant. En cliquant sur la désignation de l'étoile, on atteint la page de Simbad qui résume ses propriétés.